# Bruinkaplijstergaai
De bruinkaplijstergaai (Trochalopteron austeni; synoniem: Garrulax austeni) is een zangvogel uit de familie Leiothrichidae. 

## Naamgeving
Deze vogel is genoemd naar zijn ontdekker, de Britse leger-topograaf en ornitholoog Henry Haversham Godwin-Austen die ook de auteur is van deze vogel. Dat is vrij uitzonderlijk en normaliter not done maar kennelijk verkeerde hij ten onrechte in de veronderstelling dat deze naam eerder al was gepubliceerd door de Britse ornitholoog Thomas C. Jerdon aan wie hij het holotype had gegeven.

## Verspreiding en leefgebied
Deze soort komt voor in het noordoosten van India en aangrenzend Myanmar en telt twee ondersoorten:
- T. a. austeni: noordoostelijk India.
- T. a. victoriae: westelijk Myanmar.

## Status
De grootte van de populatie is niet gekwantificeerd maar de soort wordt omschreven als zeldzaam in Assam tot zeer algemeen in Myanmar. Op de Rode lijst van de IUCN heeft deze soort de status niet bedreigd.